# اقتصاد بوتان
اقتصاد بوتان واحد من أصغر وأقل البلدان نمواً في العالم، يقوم على الزراعة وعلم التحريج، والتي توفر مصدر الرزق الرئيسي لأكثر من 60٪ من السكان. تتكون الزراعة إلى حد كبير من زراعة الكفاف وتربية الحيوان.
يتماشى اقتصاد بوتان بشكل وثيق مع اقتصاد الهند من خلال الروابط التجارية والنقدية القوية والاعتماد على المساعدة المالية للهند. تعتمد معظم مشاريع التنمية، مثل بناء الطرق، على العمالة الهندية المهاجرة. يجري تنفيذ برامج تعليمية واجتماعية وبيئية نموذجية بدعم من منظمات التنمية متعددة الأطراف.

## الإحصائيات
هذا مخطط لاتجاه الناتج المحلي الإجمالي لبوتان بأسعار السوق بواسطة صندوق النقد الدولي:
| السنة | الناتج المحلي الإجمالي (ملايين نغولترم) | الناتج المحلي الإجمالي (بملايين الدولارات الأمريكية) |
| ----- | --------------------------------------- | ---------------------------------------------------- |
| 1985  | 2,166                                   | 175                                                  |
| 1990  | 4,877                                   | 279                                                  |
| 1995  | 9,531                                   | 294                                                  |
| 2000  | 20,060                                  | 460                                                  |
| 2005  | 36,915                                  | 828                                                  |
| 2008  | 45,000                                  | 1280                                                 |
| 2011  | 84,950                                  | 1695                                                 |
| 2014  | 119,546                                 | 1784                                                 |
| 2017  | 159,572                                 | 2294                                                 |